# Ashurdan III
Ashur-dan III fue el rey de Asiria del 773 al 755 a. C.
Ashur-dan III era uno de los hijos de Adad-nirari III. Sucedió a su hermano Salmanasar IV en el trono asirio. Heredó una situación complicada de su predecesor: la influencia de los monarcas asirios había sido seriamente limitada por los dignatarios de la corte, particularmente por el comandante en jefe (turtanu) Shamshi-ilu. La debilidad del reino se acentuó durante el curso de este reinado.
Ya en 768 a. C. el ejército se tuvo que quedar en el país, lo que se repitió en 764 a. C., después de una peste. En efecto, de acuerdo con el canon epónimo, en 765 a. C. Asiria fue golpeada por una plaga, y el año siguiente el rey no pudo organizar la preceptiva campaña militar anual. En 761 a. C estalló una revuelta, que se extendió a Arrapkha, y que solo pudo ser sofocada en 759 a. C., cuando otra plaga asoló nuevamente el país.
Su reinado y el de sus predecesores ha podido ser datado con precisión gracias a las referencias a un eclipse solar realizadas en lás crónicas asirias (el famoso eclipse de Bur Sagale).
Ashur-dan III fue sucedido por otro hermano, Ashur-nirari V.